# وزارة هولدر الأولى
كانت وزارة هولدر الأولى هي الوزارة الثامنة والثلاثين لحكومة جنوب أستراليا، وتشكّلت في 21 يونيو 1892 بقيادة فريدريك هولدر بعد أن فقدت وزارة بلايفورد الثانية ثقة البرلمان. انتهت هذه الوزارة في 15 أكتوبر 1892 بعد أن خسر هولدر بدوره تصويتًا على الثقة لتشكل وزارة داونر الثانية. امتدت فترة هذه الوزارة لـ 116 يومًا فقط وهي واحدة من أقصر الوزارات في تاريخ جنوب أستراليا.

## الوزراء
| مكتب                         | وزير                                   |
| ---------------------------- | -------------------------------------- |
| رئيس الوزراء أمين الصندوق    | فريدريك هولدر                          |
| السكرتير الرئيسي             | جون كوكبيرن                            |
| النائب العام                 | وليام فريدريك ستوك عضو المجلس التشريعي |
| مفوض الأراضي التاجية والهجرة | بيتر بول جيلين                         |
| مفوض الأشغال العامة          | أندرو دودز هانديسايد                   |
| وزير التربية والتعليم        | جون هانا جوردون                        |